# Copadichromis
Copadichromis è un genere di ciclidi haplochromini endemico del Lago Malawi nell'Africa orientale. Molte specie di Copadichromis sono popolari tra gli acquariofili che si interessano di mbuna (ciclidi del Lago Malawi), perché questo genere di pesci è relativamente pacifico in cattività.

## Specie
Vi sono attualmente 25 specie riconosciute in questo genere:
- Copadichromis atripinnis (Stauffer & Te. Sato, 2002)
- Copadichromis azureus (Konings, 1990)
- Copadichromis borleyi (Iles, 1960)
- Copadichromis chizumuluensis (Stauffer & Konings, 2006)
- Copadichromis chrysonotus (Boulenger, 1908)
- Copadichromis cyaneus (Trewavas, 1935)
- Copadichromis cyanocephalus Stauffer & Konings, 2006)
- Copadichromis diplostigma (Stauffer & Konings, 2006)
- Copadichromis geertsi (Konings, 1999)
- Copadichromis ilesi (Konings, 1999)
- Copadichromis insularis (Stauffer & Konings, 2006)
- Copadichromis jacksoni (Iles, 1960)
- Copadichromis likomae (Iles, 1960)
- Copadichromis mbenjii (Konings, 1990)
- Copadichromis melas (Stauffer & Konings, 2006)
- Copadichromis mloto (Iles, 1960)
- Copadichromis nkatae (Iles, 1960)
- Copadichromis parvus (Stauffer & Konings, 2006)
- Copadichromis pleurostigma (Trewavas, 1935)
- Copadichromis pleurostigmoides (Iles, 1960)
- Copadichromis quadrimaculatus (Regan, 1922)
- Copadichromis trewavasae (Konings, 1999)
- Copadichromis trimaculatus (Iles, 1960)
- Copadichromis verduyni (Konings, 1990)
- Copadichromis virginalis (Iles, 1960)

Oltre a queste, sono note diverse popolazioni locali. La maggior parte di esse sono probabilmente polimorfismi del colore, o al più sottospecie. Ma alcune sembrano essere specie distinte, come per esempio:
- Copadichromis sp. 'Virginalis Kajose'